# أنري
أنري (باليابانية: 杏里) هي موسيقية ومغنية وملحنة وكاتبة غنائية يابانية، ولدت في 31 أغسطس 1961 في ياماتو في اليابان.

## وصلات خارجية
- الموقع الرسمي
- أنري على موقع ميوزك برينز (الإنجليزية)
- أنري على موقع أول ميوزيك (الإنجليزية)
- أنري على موقع ديسكوغز (الإنجليزية)
- أنري على موقع ANN person (الإنجليزية)